# 本多忠敬 (山崎藩主)
本多 忠敬（ほんだ ただたか）は、江戸時代後期の大名。播磨国山崎藩の第7代藩主。政信系本多家8代。

## 生涯
第6代藩主・本多忠居の次男。文化9年（1812年）10月18日、父の隠居により跡を継ぐ。しかし藩邸が焼失するなどして藩財政が再び悪化したため、半知を行なうなどの処置をとった。生来から病弱だったこともあって、天保5年（1834年）11月27日に弟の忠鄰に家督を譲って隠居し、嘉永3年（1850年）5月晦日に58歳で死去した。

## 系譜
- 父：本多忠居（1771-1819）
- 母：不詳
- 正室：本多忠顕の娘
- 生母不明の子女
  - 長男：本多忠鎮
  - 女子：小堀政恒正室
  - 女子：青山幸敬正室 - のち松平某室
- 養子
  - 男子：本多忠鄰（1811-1874） - 本多忠居の四男